# Sylvia Nwakalor
Sylvia Chinelo Nwakalor (Lecco, 12 agosto 1999) è una pallavolista italiana, opposto delle Red Rockets Kawasaki.

## Biografia
Di origini nigeriane, è sorella di Linda Nwakalor, anch'ella pallavolista.

## Carriera

### Club
La carriera di Sylvia Nwakalor comincia nelle giovanili dell'Olginate e prosegue nel Volleyrò a partire dal campionato 2014-15, dapprima in Serie B2 e quindi in Serie B1 dalla stagione successiva. Nell'annata 2017-18 entra a far parte della squadra federale del Club Italia, in Serie A2, ammesso, nell'annata 2018-19, in Serie A1, mentre a partire dalla stagione 2019-20 si accasa al San Casciano, sempre nel massimo campionato italiano.
Dopo un quadriennio nel club toscano, dal 2022 rinominato Firenze, per il campionato 2023-24 si trasferisce in Giappone dove disputa la V.League Division 1, in seguito SV.League, indossando per un biennio la casacca delle Toray Arrows (nella seconda annata Toray Arrows Shiga): ottiene due premi come miglior realizzatrice, venendo anche inserita una volta nel sestetto ideale del torneo. 
Resta nella massima divisione giapponese anche nella stagione 2025-26, trasferendosi però alle Red Rockets Kawasaki.

### Nazionale
Dopo aver fatto parte delle nazionali giovanili italiane negli anni a Casal de' Pazzi, nel 2018 ottiene le prime convocazioni nella nazionale maggiore, vincendo le medaglie d'argento al campionato mondiale 2018 e alla XXX Universiade e il bronzo al campionato europeo 2019. Nel 2021 conquista l'oro al campionato europeo e l'anno successivo l'oro alla Volleyball Nations League e il bronzo al campionato mondiale.

## Palmarès

### Nazionale (competizioni minori)
- Montreux Volley Masters 2018
- Montreux Volley Masters 2019
- Universiade 2019

### Premi individuali
- 2024 - V.League Division 1: Miglior realizzatrice
- 2025 - SV.League: Miglior realizzatrice
- 2025 - SV.League: Sestetto ideale